# Autovía A-6
L'autovía A-6, chiamata anche Autovía del Noroeste (Autovía del Nord-Ovest), è un'autostrada gratuita spagnola appartenente alla Rete di Strade dello Stato (Red de Carreteras del Estado) che unisce Madrid con La Coruña. È una delle sei autostrade gratuite radiali della Spagna che, partendo dalla capitale posta al centro della penisola, terminano ai confini del Paese. Si tratta di una delle più importanti arterie della Spagna in quanto collega la regione di Madrid con la Galizia passando per la Castiglia e León ed è un percorso molto utilizzato anche da chi deve recarsi nelle Asturie o nel Portogallo settentrionale o da queste regioni deve raggiungere Madrid. Il primo tratto di 52 km, all'interno della regione di Madrid, è in condivisione con la AP-6, qui senza pedaggio. Dal km 52 al km 111 l'A-6 s'interrompe diventando strada nazionale N-VI per poi riprendere al km 111 fino a La Coruña. Nell'ultimo tratto del percorso è parte dell'itinerario europeo E70. Misura 595 km.

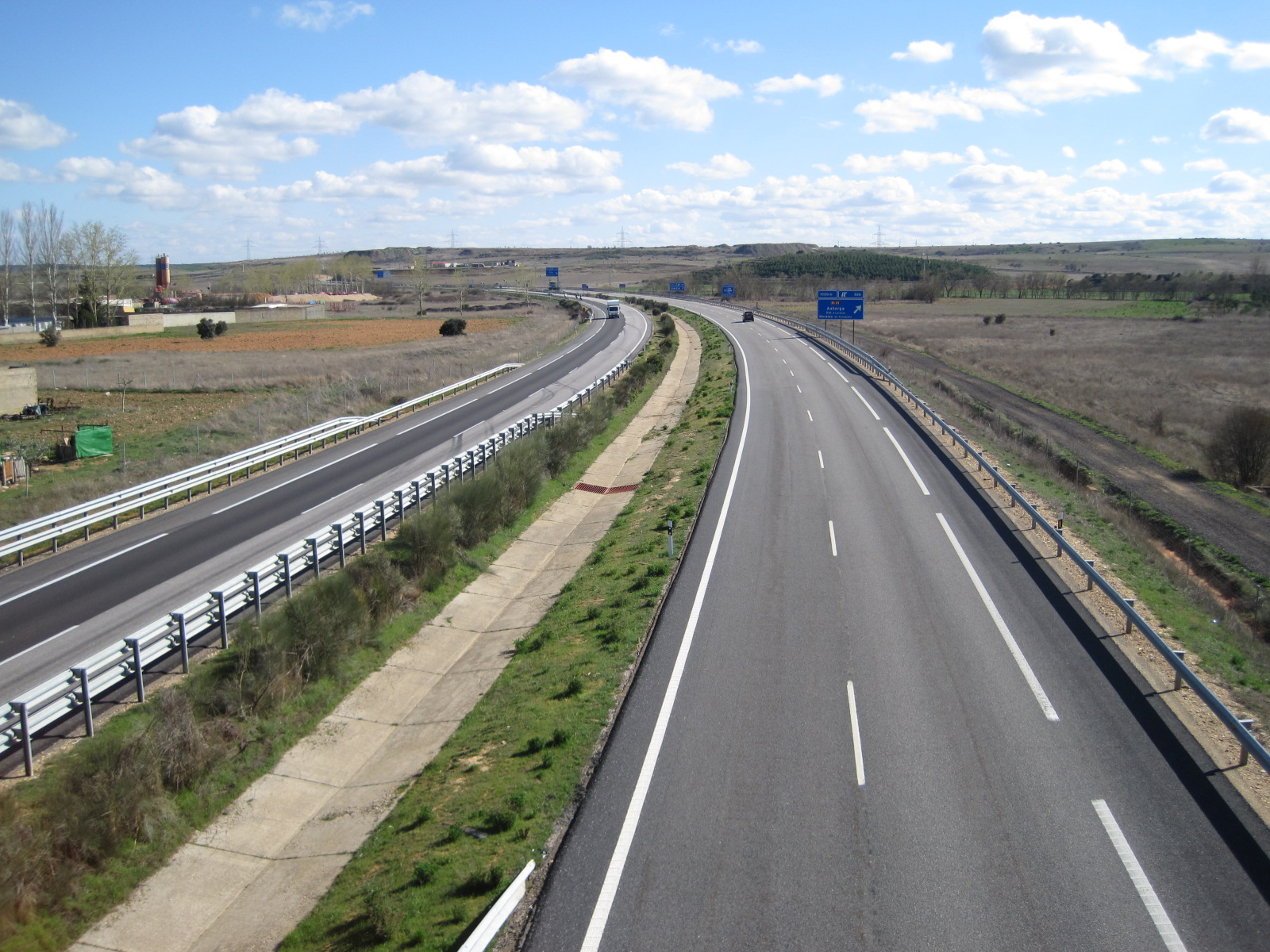
L'A-6 nei pressi di Astorga (León)

## Storia
Come per altre autovías spagnole, l'A-6 nasce dal raddoppio di una precedente strada nazionale, la N-VI, ad eccezione del tratto galiziano dove l'autostrada corre a fianco alla strada nazionale. Tra le sei autovías radiali spagnole, l'A-6 fu l'ultima ad essere aperta al traffico; tale ritardo fu dovuto principalmente alle difficoltà orografiche presenti nella comarca del Bierzo, nella provincia di León ed al tracciato in Galizia. Fino al km 81 il tracciato è a tre corsie per senso di marcia per poi proseguire a due. A parte i primi km in uscita da Madrid, l'apertura dell'A-6 avvenne in più fasi dal 1990 al 2001.

## Percorso
L'autostrada ha origine nell'Avenida de la Memoria a Madrid dall'Arco de Moncloa e lascia la capitale in direzione nord-ovest. Superate la M-30, la M-40 e la M-50, da Collado Villalba (km 39)  l'autostrada condivide il tracciato con l'AP-6, in questo tratto senza pedaggio fino al km 52. Qui (confine della regione di Madrid con la Castiglia e León) l'A-6 s'interrompe confluendo nell'AP-6 a pedaggio. L'alternativa gratuita, per questo tratto, è proseguire utilizzando la strada nazionale N-VI fino al km 111. 
L'autovía riprende quindi dirigendosi verso Tordesillas dove, al km 181, incrocia l'A-62 Autovía de Castilla Burgos-frontiera portoghese. A Benavente (km 255) incrocia l'A-66 (Autovía Ruta de La Plata) Gijón-Siviglia di cui condivide per 12 km il tracciato e (km 267) l'A-52 (Autovía de las Rías Bajas) Benavente-O Porriño. Ad Astorga (km 323) incontra l'AP-71 Autopista León-Astoria ed a Lugo (km 488) l'A-54 (Autovía Lugo-Santiago). A Baamonde (km 522) incrocia l'A-8 (Autovía del Cantabrico) Bilbao-Baamonde che qui conclude il suo percorso e successivamente raggiunge La Coruña dove termina al km 595.